# 56.com
56.com – chiński serwis internetowy umożliwiający udostępnianie i oglądanie treści wideo. Został uruchomiony w 2005 roku.
Większość klipów dostępnych w serwisie jest generowana przez użytkowników.
W 2011 roku sieć 56.com została zakupiona przez portal społecznościowy Renren. W 2014 roku witryna przeszła w ręce przedsiębiorstwa Sohu.